# Shiritori
Lo shiritori (しりとり?) è un semplice gioco verbale comune in Giappone come passatempo. Normalmente, ma non necessariamente, viene praticato a coppie, e consiste nel dire una parola che inizi con la stessa sillaba (kana) con cui finisce la parola detta dall'avversario, a formare una concatenazione continua.

## Regole standard
Il gioco può essere praticato da giocatori in numero di due in su; uno di essi, estratto a sorte, inizia dicendo una parola qualsiasi. Il giocatore successivo dice la sua parola, che deve iniziare con la sillaba finale della precedente, e così via, in cerchio. Il gioco termina quando uno dei giocatori è incapace di trovare una parola adatta o dice una parola che termina con la mora "N" (ん); questi perde automaticamente e mette fine al gioco, in quanto in lingua giapponese nessuna parola inizia mai per la sola consonante "N", ma tale lettera è sempre legata ad una vocale a formare una sillaba a sé stante (e dunque non valida ai fini del gioco).
Generalmente, per la scelta della parola non fa differenza se questa sia scritta in hiragana, katakana o kanji, in quanto conta solo il suono sillabico finale. Altre regole comunemente adottate sono:
- sono validi solo i nomi; pertanto verbi, avverbi ed altre parti del discorso non sono accettabili. Spesso nemmeno i nomi propri sono consentiti
- le parole non possono essere ripetute due volte in una stessa partita
- i nomi composti e quelli costituiti da locuzioni connesse dalla particella no (の) sono solitamente accettati solo se il loro uso è tanto consolidato da poter essere considerate come delle parole

Esempio:
sakura (さくら?)-> rajio (ラジオ?)-> onigiri (おにぎり?)-> risu (りす?)-> sumou (すもう?) -> udon (うどん?)
In questo caso, il giocatore che pronuncia la parola udon ha perso.

## Varianti
Trattandosi di un gioco tramandato oralmente e privo di regole
codificate, lo shiritori può avere numerose regole aggiuntive o varianti, per le quali è sufficiente l'accordo dei giocatori prima di ogni partita. Alcune varianti comunemente adottate comprendono:
- i segni diacritici dakuten e handakuten possono essere ignorati; in questo caso, ad esempio, una parola che finisca per fu (ふ?) può essere seguita da una che inizi per pu (ぷ?)
- parole di pronuncia identica ma scritte con kanji differenti possono essere accettate
- le parole devono essere limitate ad un determinato ambito (ad esempio nomi di animali, di oggetti etc.). Questa regola rende il gioco comprensibilmente più difficile.

Giochi simili allo shiritori esistono anche fuori dal Giappone: nei paesi di lingua slava meridionale, come Croazia, Serbia e Montenegro, è ad esempio molto popolare il kaladont, in cui ogni parola deve iniziare con le ultime due lettere (che non necessariamente corrispondono a una sillaba) della parola detta dal giocatore precedente.